# Dmitri Vasilenko
Dmitri Andreïevitch Vasilenko, né le 12 novembre 1975 à Tcherkessk (république socialiste fédérative soviétique de Russie) et mort le 4 novembre 2019 à Lille en France, est un gymnaste russe.

## Palmarès

### Jeux olympiques
- Atlanta 1996
  -  médaille d'or par équipes[3]

### Championnats du monde
- Lausanne 1997
  -  médaille de bronze par équipes